# Аналитичка психотерапија
Аналитичка психотерапија је врста психоаналитички оријентисане терапије која селективно користи многа техничка достигнућа психоанализе, али не поштује сва правила аналитичке процедуре. У односу на класичну психоаналитичку терапију је краћа, учесталост сеанси је мања, клијент не лежи на каучу, техника слободних асоцијација није толико важна, интерпретације нису много „дубоке“.